# Starzno
Starzno (niem. Starsen, kaszub. Starzno) – wieś w Polsce położona w województwie pomorskim, w powiecie człuchowskim, w gminie Koczała nad jeziorem Starzeńskim.
Wieś królewska starostwa człuchowskiego w województwie pomorskim w drugiej połowie XVI wieku. W latach 1975–1998 miejscowość administracyjnie należała do województwa słupskiego.

## Historia
Starzno istniało prawdopodobnie jeszcze przed 1310 roku. Brakuje jednak dokumentów umożliwiających odtworzenie dziejów miejscowości w tamtych czasach.
Jako wieś leżąca przy samej granicy musiało Starzno wiele ucierpieć na skutek XV-wiecznych wojen. W dokumencie z 1564 roku można odnaleźć wzmiankę o „villa deserta Starzno” (opuszczonej wsi Starzno). W tym też roku nastąpiło ponowne założenie wsi. Starosta człuchowski, Stanisław Latalski, przydzielił sołtysowi Peterowi Konewce 40 włók ziemi celem zasiedlenia je rolnikami; 4 włóki Konewka mógł zatrzymać dla siebie jako dziedziczną własność. Poza tym przysługiwało Peterowi Konewce prawo do łowienia ryb w Jeziorze Głębokim (Depersk) i Starzeńskim; otrzymał także łąkę oraz mógł zatrzymać dla siebie trzecią część dochodów z karczmy i kar pieniężnych (co trzeci fenig). Peter Konewka nie podlegał przez 10 lat opodatkowaniu. Dokument na nowo zakładający Starzno wystawiony został przez hrabiego Latalskiego w dniu 6 lipca 1564 roku, a zatwierdzony przez króla Stefana Batorego w 1577 roku.
Lustracja z 1565 roku mówi następująco o Starznie:
„Wieś Starsna, 6 mil od zamku na granicach kaszubskich, która temi czasy przez p. starostę osadzona nowo, w której osiadłości włók 10, które osiedli gburzy 3 i sołtys, i może się więcej przyczynić, gdy się rozkopa rola. Ci gburzy i sołtysi mają wolności do 10 lat. A wszakże płacić będą exspirata libertate tak, jak inszy gburzy. Jezioro przy tej wiosce przezwane Starsno. Z tego pożytku nie masz, iż się w nie gburzy kaszubscy wcielają, którego jem bronią. Jest niemałe w długości i w szerokości. Summa dochodów wsi Starsna 0”.
W 1631 roku Peter Konewka otrzymał od starosty Melchiora Weihera 2 włoki ziemi oraz zezwolenie na wolny połów ryb na własne potrzeby. Miał za to m.in. pilnować granicy, baczyć na lasy i pastwiska. Powyższy układ zatwierdzony został przez króla Zygmunta w 1632 roku.
W 1653 roku mieszkało w Starznie 11 osób (z tego 7 rolników). Płacili oni między innymi roczną daninę kościelną wynoszącą 40 florenów. W 1682 roku istniało we wsi 46 zagospodarowanych morgów ziemi oraz 7 pustych morgów lemańskich.
Lustracja Starzna z 1664 roku:
„Wieś Starzno. Włok 25. Szołtyskich 4, lemańskich dawnych 3, lemańskich per commutationem za włoki Przechlewskie 4, szarwarkowych 14; gburow bywało 7, teraz nie masz tylko 3”.

W tym samym roku donoszono:
„Wieś Starzno…Pod tą wsią zaraz mieszka Adam Hinca, który ma włokę roli za przywilejem, od pana Latalskiego nadanym anno 1581, a od króla jego mci Zygmunta III stwierdzonym. Powinność jego granic pilnować, żeby żadnej w gruntach nie było szkody”.
W połowie XVIII wieku szlachcic Jakob Modrzewski otrzymał niewielki majątek (lemaństwo), który przejął od Johannesa Mieka i Georga Zbrowskiego. W 1748 roku potomek Konewki przedłożył komisarzom Jabłonskiemu i Larzackowi pewne pismo z 1632 roku, w którym ówczesny sołtys, Paul Konewka, zawiadamia, że chętnie zakupiłby barcie, które po śmierci Petera Bresinskiego przypadły na powrót zamkowi. Podstarości Peter Bonin Solicki przychylił się do prośby Konewki, lecz w swym piśmie zapomniał złożyć podpisu. Komisarze doradzili właścicielowi listu, żeby postarał się o przywilej. Dopisek z 1712 roku podaje granice starzeńskich terenów pszczelarskich. Ważność tych granic zatwierdził zarząd „Bractwa Pszczelarzy” (Beutnerbrüderschaft), do którego należeli: sołtys Peter Goede z Koczały, Jakob Büttner z Koczały, Martin Lietz ze Starzna, Martin Sich i Martin Arndt. W tamtych czasach istniało w Starznie wielu bartników, ponieważ uboga gleba gwarantowała mieszkańcom jedynie niewielkie plony.
W 1768 roku król Stanisław August przydzielił na własność szlachcicowi Rekowskiemu 1 włokę ziemi we wsi Starzno wraz z gruntem, zwanym Ostrow (Ostrówek), który starosta Latalski przekazał w 1599 roku Jakobowi Konewce.
Miejscową karczmę przejął w 1746 roku Michael Komischke. Radziwiłłowski dokument podkreśla, że do karczmy starzeńskiej od dawna należało 18 morgów ziemi. Oprócz tych 18 morgów, otrzymał Komischke dodatkowo 6 (wykarczowanych przez sołtysa Steinecka). Ale skoro pole nie było nic warte, przydzielił mu starosta dodatkowo 15 morgów ziemi w wiejskim lesie, oraz – w zamian za 60 guldenów rocznie – prawo do wytwarzania piwa i gorzałki. Kolejnym właścicielem karczmy został Georg Baumann, którego rodzina posiadała ją do 1945 roku.
W 1827 roku zawarł rząd z Johannesem Baumannem kontrakt, według którego miał on zrezygnować z produkcji napojów, za co będzie zwolniony z rocznego podatku o 10 talarów.
Po wymarciu rodziny Konewka sołtysie włości zmieniały często swych właścicieli. W 1772 roku wolnym sołtysem był Franz Nehring, w 1845 roku – Wilhelm Pahl, któremu rozwiązane zostało zobowiązanie bezpłatnego zarządzania urzędem sołtysim (przeniesiono je na lemaństwo Michaela Berndta).
Na krótko przed 1870 roku obszar majątku Starzno Szlacheckie (Adlig Starsen) – dotychczas samodzielnego – połączony został ze wsią Starzno Królewskie (Königlich Starsen). Starzno Szlacheckie i Starzno Królewskie zaczęły stanowić jedną gminę wiejską, która w 1910 roku utraciła 781 ha ze swego obszaru (zakupił go skarb państwa i zalesił). W 1928 roku nastąpiło wcielenie do gminy Starzno Ostrówka i Niesiłowa.
Ostatnim właścicielem Starzna przed 1945 rokiem był Josef Kanthak. Po 1945 roku nastąpiło przymusowe wysiedlenie mieszkańców Starzna.
Po zakończeniu II wojny światowej Starsen otrzymało nazwę Starzno i należy obecnie do gminy Koczała. Liczba mieszkańców w roku 1994 wynosiła 101.

## Zabytki
Według rejestru zabytków NID na listę zabytków wpisany jest drewniany kościół filialny pw. św. Mikołaja Biskupa z XVII-XVIII w., nr rej.: A-389 z 14.04.1964. Ryglowy, oszalowany z potężną wieżą o kopulastym hełmie, cenne wyposażenie barokowe.